# Krásnaya Skala
Krásnaya Skala (del ruso: Красная Скала) es un jútor del ókrug urbano de la ciudad-balneario de Anapa del krai de Krasnodar, en el sur de Rusia. Está situado en la llanura entre las estribaciones de poniente del Cáucaso Occidental y la costa del mar Negro, 16 km al norte de la ciudad de Anapa y 126 km al oeste de Krasnodar. Tenía 123 habitantes en 2010.
Pertenece al municipio rural Primórskoye.